# Juan José Neira
Juan José Neira Velasco (Gachantivá, 23 de diciembre de 1793-Bogotá, 7 de enero de 1841) fue un militar neogranadino que participó en la guerra de Independencia de su país y posteriormente en las luchas internas. Murió en Bogotá a consecuencia de las heridas sufridas en la batalla de Buenavista.

## Guerra de independencia
A la edad de 17 años se vinculó al movimiento independentista de la Nueva Granada organizando milicias en la región de Guachetá y Lenguazaque. En los años siguientes realizó varias comisiones para el gobierno y en 1815 nombrado jefe de la guardia nacional del congreso. Durante la Reconquista de la Nueva Granada, se unió a las tropas independentistas que fueron derrotadas en Cáqueza, debiendo incorporarse a la guerrilla de los Almeida participando en el sitio de Chocontá hasta que fue capturado por el teniente coronel Carlos Tolra, preso y camino a Santafe de Bogotá se lanzó a un precipicio de una quebrada donde gracias a los grillos y cadenas sobrevivió y huye a la Provincia de Casanare y luego a otros sitios permaneciendo oculto por un tiempo siendo capturado en dos oportunidades más por las tropas realistas, logrando escabullirse en las dos oportunidades más. En 1819 bajos las órdenes de Bolívar y Santander se une a la Campaña Libertadora participando en la decisiva Batalla de Boyacá siendo nombrado posteriormente comandante militar de Chocontá. Después de 1821 también participó en las Campañas del Sur durante la liberación de las actuales repúblicas de Ecuador y Perú.

## Años posteriores
En 1830 retornó a las armas para combatir al dictador Rafael Urdaneta. En 1832 fue miembro de la Convención Granadina y senador en 1834. Como coronel participó en la Guerra de los Supremos (1839-1842), donde defendió la causa del gobierno de José Ignacio de Márquez; Justo al mismo tiempo que las tropas Supremas se acercaban a Bogotá. Neira leal al gobierno comienza a organizar la defensa de la ciudad, supo movilizar a los habitantes a través del miedo a que los llaneros saquearan la urbe. Serían apenas 2.000 bogotanos, infantería de artesanos principalmente, reclutados por Neira cuando recorrió las calles de la capital a caballo y lanza en mano según cuenta Joaquín Posada Gutiérrez en sus Memorias histórico-políticas (también aprovechó de destruir las imprentas santanderistas para atemorizar a la oposición). Neira, fue considerado de inmediato un héroe para los capitalinos, organizó la escasa guarnición en cuatro fuerzas: una cerca del Puente del Común, otra a la entrada de Bogotá, una tercera en la Plaza de Bolívar a modo de reserva y, por último, 500 jinetes con los que salió por Funza y Cota a enfrentar al enemigo. Así el 28 de octubre de 1840, cerca de la hacienda Buenavista, en el camellón La Culabrera, entre Chía y Cota chocan los dos ejércitos en la Batalla de La Culebrera o Buenavista. Por un momento, la vanguardia del gobierno estuvo a punto de ser rodeada por un enemigo muy superior en número pero una carga liderada personalmente por Neira, que es herido gravemente en una pierna por una lanza al comienzo del combate, puso en fuga a los rebeldes. En la refriega fue lanceado el cabecilla rebelde Juan Antonio Samper. Los llaneros, viendo muerto a su jefe, huyeron y arrastraron al resto de la columna revolucionaria. Los gubernamentales persiguieron a sus enemigos y los dispersaron en dirección a Tunja.

## Muerte y homenajes
Neira falleció en Bogotá el 7 de enero de 1841 a consecuencia de las heridas sufridas en la batalla de Buenavista, siendo sepultado en el Cementerio Central de Bogotá en medio de una concurrida ceremonia fúnebre. Los oficios se celebraron el 14 de enero y contaron con "más de cuatrocientas misas".
El Consejo de Bogotá declaró el 28 de octubre, día de la batalla de Buenavista, como Día de Neira. Además se dispuso que una sala del Museo nacional portase el nombre de Neira.
En el sur del departamento de Boyacá, existe una provincia a modo de homenaje.
En el departamento de Caldas, el municipio de Neira lleva su apellido en su homenaje.
El Batallón Especial Energético y Vial No. 1 Juan José Neira.